# Kafr Susa
Kafr Susa – dzielnica Damaszku leżąca na południowy zachód od jego centrum. Znajduje się w niej syryjska rada ministrów i ministerstwo spraw zagranicznych. Dzieli się na 6 osiedli: Al-Firdaus, Al-Ichlas, Kafr Susa al-Balad, Al-Luwan, Mazzat Basatin i Al-Waha. Łącznie liczą 113 968 mieszkańców (liczbę ludności dzielnicy oparto na sumie populacji osiedli).

## Przypisy

Mapa obrazująca podział administracyjny muhafazy Damaszek-Miasto (dzielnicę zaznaczono na niebiesko w dole).